# UltraMixer
UltraMixer ist ein kommerzielles DJ-Programm für Windows, macOS und Linux. UltraMixer ist besonders auf die Belange mobiler DJs ausgelegt, die als Dienstleister für Veranstaltungen wie beispielsweise Hochzeiten gebucht werden, und wird auch für den Einsatz in Tanzschulen und der Gastronomie empfohlen. Die Software war eigenen Angaben zufolge die erste plattformunabhängige DJ-Software für Windows, Mac OS und Linux. Sie wurde seit 2002 von der gleichnamigen, in Dresden ansässigen onexip GmbH (früher UltraMixer Digital Audio Solutions GbR) entwickelt und vertrieben. Seit 2016 heißt die Firma „onexip GmbH“.

## Funktionsumfang
Die Software fungiert als dualer Audioplayer mit zwei unabhängig voneinander bedienbaren Decks. Die abgespielten Musikstücke lassen sich in Echtzeit mischen, per Crossfader und optionalem Beatmatching nahtlos überblenden sowie mit digitalen Effekten verfremden. Time-Stretching erlaubt es, die Wiedergabegeschwindigkeit der Musikstücke aneinander anzugleichen, ohne die Tonhöhe zu verändern. Mit einem 3- sowie einem 31-bandigen Equalizer sind Anpassungen an die jeweiligen räumlichen Gegebenheiten möglich.
Zentraler Bestandteil der grafischen Benutzeroberfläche ist ein FileArchiv genannter Dateimanager zur schnellen Suche und Organisation der Musikstücke und Wiedergabelisten. Neben zahlreichen Audioformaten wie MP3, AAC, FLAC oder M4A lassen sich auch Videodateien und Audio-CDs abspielen. Optional kann die Archiv-Oberfläche abgekoppelt und auf einen zweiten Bildschirm gelegt werden.
Daneben enthält die Software ein digitales Mischpult mit Möglichkeiten zur Aufnahme der Livesets, zur automatischen Verstärkungsregelung (AGC) sowie ab Version 3 verschiedene grafische Waveform-Ansichten. Als Bediensprachen stehen Deutsch und Englisch zur Verfügung (Stand Juli 2011).

### Hardware-Unterstützung

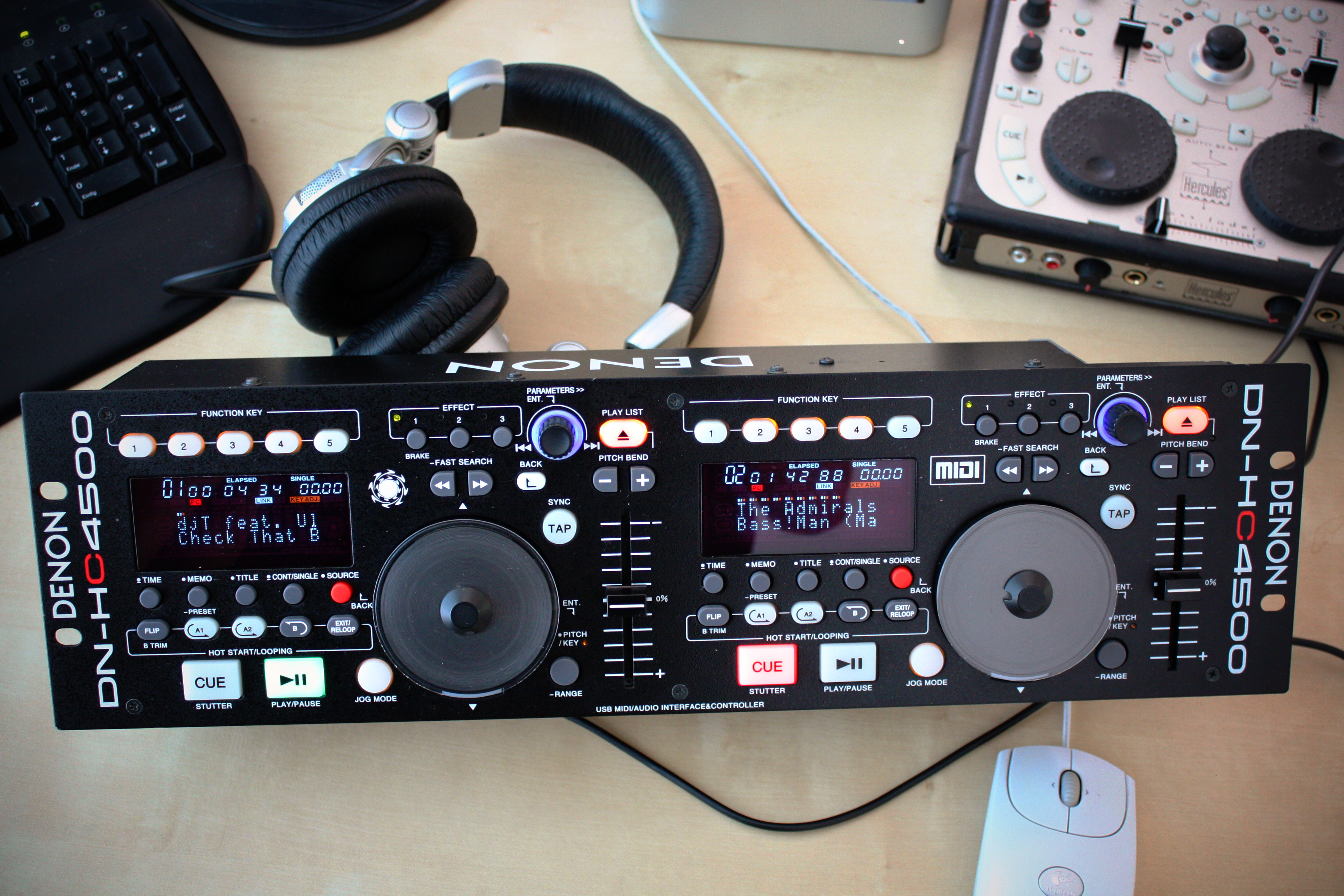
Typischer MIDI-Controller mit zwei Jog Wheels, hier ein Modell von Denon

UltraMixer kann wahlweise als digitales Mischpult genutzt oder mit Hardware-Mischpulten kombiniert werden. Die Software unterstützt die Ausgabe auf bis zu sechs Kanälen mehrerer Soundkarten; vier Kanäle für die beiden Audioplayer und zum getrennten Vorhören sowie für Sample- und Vorhörplayer. Optional werden die Soundsysteme ASIO und ALSA unterstützt, die sehr geringe Latenzzeiten ermöglichen.
Die Software kann mit zahlreichen MIDI-Controllern bedient werden, die als Ergänzung zu Maus und Tastatur fungieren, unter anderem mit Modellen von American DJ (American Audio), Behringer, Denon, EKS (Finnland), Hercules, M-Audio (heute Avid Technology), Numark und Vestax. Zur Unterstützung eines Lightjockeys kann die Lichtsteuersoftware Madrix angebunden werden.

### Editionen
Version 2 wird in mehreren Editionen mit unterschiedlichem Funktionsumfang und verschiedenen Nutzungsrechten angeboten. Eine funktional uneingeschränkte Demoversion kann unbegrenzt getestet werden. Die Nachfolgeversion 3 ist in einer Basic- sowie Professional-Edition erhältlich, die ebenfalls uneingeschränkt getestet werden können.

## Geschichte
UltraMixer wird seit 2002 von den Medieninformatikern Tobias Bley und Matthias Hänel entwickelt. Im Vordergrund der Entwicklung steht eine hohe Gebrauchstauglichkeit (Usability). Version 1 war kostenlos nutzbar, die erste kommerzielle Version 2 wurde im Oktober 2005 als öffentliche Betaversion vorgestellt. Signifikante Änderungen gegenüber Version 1 waren eine vollständig neu gestaltete, Skin-fähige grafische Benutzeroberfläche sowie der integrierte Dateimanager.
Neue Versionen der Software wurden etwa aller ein bis zwei Monate veröffentlicht. Seit Anfang 2006 implementiert die Software das Replay-Gain-Verfahren. Ein 31-Band-Equalizer, Time-Stretching, Echtzeit-Effekte wie Flanger, Hoch- und Tiefpass (Cutoff) sowie Loops werden seit Ende 2006 unterstützt. Mit Version 2.1 wurden ein Sampleplayer sowie Unterstützung für MIDI-Geräte integriert. Die Liste direkt unterstützter MIDI-Controller wird seit dem kontinuierlich erweitert. Version 2.2 ergänzte automatische Stilleerkennung, Version 2.3 unter anderem den direkten Zugriff auf iTunes-Wiedergabelisten.
UltraMixer 3.0 wurde Ende 2008 angekündigt und im November 2010 veröffentlicht. Neuerungen waren die freie Skalierbarkeit der Benutzeroberfläche, grafische Waveforms und die Möglichkeit, zwischen Ansichten mit zwei und einer Wiedergabeliste (fachsprachlich Waitlist) zu wählen. Version 3 unterstützt automatisches Beatmatching mit synchronisierten, automatischen Loops, digitales Scratching, Tonaufnahme sowie automatische Verstärkungsregelung (AGC).
Version 4 wurde im Dezember 2012 veröffentlicht. Neuerungen sind unter anderem die Anbindung von Internetradio-Streaming-Servern (SHOUTcast, Icecast), Mikrofon-Unterstützung sowie Video- und Cover-Suchen.
Im Dezember 2015 wurde UltraMixer5S veröffentlicht einer komplett neuen Video Engine und vielen neuen Features wie Karaoke, Beat Driven Visuals und vollständige 64 bit Unterstützung.
Im April 2018 wurde UltraMixer 6 veröffentlicht mit neuen Funktionen, wie 4-Player und einem Video-Sampler.

## Rezeption
UltraMixer ist regelmäßig in teilweise kostenlosen Vollversionen auf CD-Beigaben etwa der c’t und Computer Bild enthalten. UltraMixer war Download-Tipp des Tages bei verschiedenen Webportalen. Die Redaktion der Computer Bild beispielsweise empfiehlt die kostenlose Version des „optisch ansprechenden Players“ als „perfekten Partner für Ihre nächste Party“. Die Fachzeitschrift Beat stellt in einer Marktübersicht 18 DJ-Programme vor, darunter UltraMixer. Netzwelt zählt die Software „zu den besten DJ-Programmen“. Das brasilianische Downloadportal Baixaki lobt die intuitive Benutzeroberfläche und betont die Einfachheit im Vergleich zu anderen Musik-Playern.
Kritisiert und gleichzeitig gelobt wird die Einfachheit der Software, die beispielsweise noch bis 2009 auf grafische Waveform-Darstellungen verzichtete.
Die Software wurde 2008 über eine Million Mal von der Hersteller-Website heruntergeladen, Download-Portale wie Netzwelt verzeichnen 400.000 Downloads.